# Сибе Миличић
Сибе (Јосип) Миличић (Брусје, Хвар 3. април 1886. — Бари, Италија 1944) био је српски књижевник и књижевни критичар.

## Биографија
Сибе Миличић рођен је као Јосип Миличић 1886. године на Хвару. Студирао је романистику и славистику на универзитетима у Бечу, Фиренци, Риму и Паризу. На студијама у Бечу прихватио је идеју о Србији као југославенском Пијемонту и постао унитариста. По завршетку студија у приватним школама у Фирензи, Риму и Паризу проучавао је сликарство. Од 1913. године гимназијски је наставник у Србији. У Првом светском рату ордонанс је међу српским добровољцима прво у Србији а потом у Русији. Прикључио се групи српских писаца окупљених око Забавника, на Крфу (1917—1918), заједно са Владимиром Черином и Тином Ујевићем.
После нацистичког бомбардовања Ротердама 1939. године где је радио у конзулату Краљевине Југославије враћа се у Загреб где објављује књигу пјесама "Апокалипса". Рат проводи на Хвару, а после пада Италије 1943. године одлази у партизане. Пребацују га у Бари, гђе се већ налазе бројни интелектуалци из Далмације (Владимир Назор, Јуре Каштелан и други). Почетком 1945. на повратку из Барија на Вис током ноћи нестао је с брода.
Миличић је аутор манифеста књижевног покрета космизам под насловом Један извод који би могао да буде програм (1920). Поред тога, писао је песме, приповетке и романе. Своје радове објављивао је често и у великом броју листова и часописа, као што су: Пијемонт, Српски књижевни гласник, Дело, Политика, Забавник, Југославија, Књижевне новости, Дан, Мисао, Република, Будућност, Трибуна, Критика, Епоха, Реви, Савременик, Ново доба, Вијенац, Алманах Бранка Радичевића,, Време, Правда, Живот и рад, Воља, Реч и слика и многим другим.

## Дела
Објавио је следеће збирке песама:
- Пјесме (Беч, 1906)
- 10 пјесама о дон Јуану (Беч, 1912)
- Трећа књига пјесама (1914)
- Књига радости (1920)
- Књига вечности (1922)
- Моје село Брусје (1936)
- Десет партизанских пјесама (Бари, 1944)[3][4]